# Stanley Adams (attore)
Stanley Adams (New York, 7 aprile 1915 – Santa Monica, 27 aprile 1977) è stato un attore statunitense.
Ha recitato in 57 film dal 1954 al 1977 ed è apparso in oltre 140 produzioni televisive dal 1954 al 1977. È stato accreditato anche con il nome Stan Adams.

## Biografia
Stanley Adams nacque a New York il 7 aprile 1915. Fece il suo debutto sul grande schermo nel 1954, non accreditato, nel film Atomicofollia nel ruolo di Wildcat Hooper e in televisione nell'episodio The Cane della serie televisiva Mayor of the Town, andato in onda il 1º gennaio 1954, nel ruolo di Crothers. Interpretò poi il ruolo di Garreaux in 5 episodi della serie televisiva The Adventures of Hiram Holliday dal 1956 al 1959 e una miriade di altri personaggi in episodi di serie televisive durante l'epoca d'oro della televisione statunitense, dagli anni 50 alla fine degli anni 60.
Interpretò il ruolo di Rollo nell'episodio C'era una volta della serie televisiva Ai confini della realtà, andato in onda il 15 dicembre 1961, facendo da spalla a Buster Keaton, e il ruolo di Cyrano Jones nell'episodio Animaletti pericolosi della serie originale di Star Trek andato in onda il 29 dicembre 1967. Nel corso della sua carriera curò anche diverse sceneggiature. La sua ultima apparizione sul piccolo schermo avvenne nell'episodio Bad Shoot della serie televisiva Delvecchio, andato in onda il 6 febbraio 1977, che lo vede nel ruolo di Secola, un prestatore su pegno, mentre per il grande schermo l'ultima interpretazione risale al film The Great Gundown del 1977 in cui interpreta Buck. Morì suicida a Santa Monica, in California, a 62 anni, il 27 aprile 1977, e fu cremato.

## Filmografia

### Attore

#### Cinema
- Atomicofollia (The Atomic Kid), regia di Leslie H. Martinson (1954)
- La baia dell'inferno (Hell on Frisco Bay), regia di Frank Tuttle (1955)
- Bombardamento alta quota (Hell's Horizon), regia di Tom Gries (1955)
- Pista insanguinata (The Fighting Chance), regia di William Witney (1955)
- La città corrotta (Inside Detroit), regia di Fred F. Sears (1956)
- L'assassino è perduto (The Killer Is Loose), regia di Budd Boetticher (1956)
- La soglia dell'inferno (The Bold and the Brave), regia di Lewis R. Foster e, non accreditato, Mickey Rooney (1956)
- Lassù qualcuno mi ama (Somebody Up There Likes Me), regia di Robert Wise (1956)
- Calling Homicide, regia di Edward Bernds (1956)
- Schiava degli apaches (Trooper Hook), regia di Charles Marquis Warren (1957)
- La donna del ranchero (Valerie), regia di Gerd Oswald (1957)
- Giustizia senza legge (Black Patch), regia di Allen H. Miner (1957)
- Squadra narcotici (Hell Bound), regia di William J. Hole Jr. (1957)
- I filibustieri dei mari del sud (Hell Ship Mutiny), regia di Lee Sholem, Elmo Williams (1957)
- Mia moglie... che donna! (I Married a Woman), regia di Hal Kanter (1958)
- Lo sperone insanguinato (Saddle the Wind), regia di Robert Parrish e, non accreditato, John Sturges (1958)
- High School Big Shot, regia di Joel Rapp (1959)
- Intrigo internazionale (North by Northwest), regia di Alfred Hitchcock (1959)
- Ritmo diabolico (The Gene Krupa Story), regia di Don Weis (1959)
- Gazebo (The Gazebo), regia di George Marshall (1959)
- Ragazzi di provincia (The Rat Race), regia di Robert Mulligan (1960)
- Vivi con rabbia (Studs Lonigan), regia di Irving Lerner (1960)
- Un piede nell'inferno (One Foot in Hell), regia di James B. Clark (1960)
- Pugni, pupe e pepite (North to Alaska), regia di Henry Hathaway (1960)
- Alì mago d'oriente (The Wizard of Baghdad), regia di George Sherman (1960)
- Il giardino della violenza (The Young Savages), regia di John Frankenheimer (1961)
- I pirati di Tortuga (Pirates of Tortuga), regia di Robert D. Webb (1961)
- Colazione da Tiffany (Breakfast at Tiffany's), regia di Blake Edwards (1961)
- Il mattatore di Hollywood (The Errand Boy), regia di Jerry Lewis (1961)
- Il sesto eroe (The Outsider), regia di Delbert Mann (1961)
- La notte delle iene (13 West Street), regia di Philip Leacock (1962)
- Una faccia piena di pugni (Requiem for a Heavyweight), regia di Ralph Nelson (1962)
- Mia moglie ci prova (Critic's Choice), regia di Don Weis (1963)
- I gigli del campo (Lilies of the Field), regia di Ralph Nelson (1963)
- Monsieur Cognac (Wild and Wonderful), regia di Michael Anderson (1964)
- In cerca d'amore (Looking for Love), regia di Don Weis (1964)
- Madame P... e le sue ragazze (A House Is Not a Home), regia di Russell Rouse (1964)
- Destino in agguato (Fate Is the Hunter), regia di Ralph Nelson (1964)
- La nave dei folli (Ship of Fools), regia di Stanley Kramer (1965)
- When the Boys Meet the Girls, regia di Alvin Ganzer (1965)
- Nevada Smith, regia di Henry Hathaway (1966)
- Thunder Alley, regia di Richard Rush (1967)
- Fermi tutti, cominciamo daccapo! (Double Trouble), regia di Norman Taurog (1967)
- Massacre Harbor, regia di John Peyser (1968)
- La cavalletta (The Grasshopper), regia di Jerry Paris (1970)
- Dai... muoviti (Move), regia di Stuart Rosenberg (1970)
- Machismo: 40 Graves for 40 Guns, regia di Paul Hunt (1971)
- I 7 minuti che contano (The Seven Minutes), regia di Russ Meyer (1971)
- Tutto quello che avreste voluto sapere sul sesso* *ma non avete mai osato chiedere (Everything You Always Wanted to Know About Sex* *but Were Afraid to Ask), regia di Woody Allen (1972)
- Another Nice Mess, regia di Bob Einstein (1972)
- California Country, regia di Paul Hunt (1973)
- Progetto 3001: duplicazione corporea (The Clones), regia di Lamar Card, Paul Hunt (1973)
- Le 9 vite di Fritz il gatto (The Nine Lives of Fritz the Cat) (1974)
- L'esecuzione... una storia vera (Act of Vengeance) , regia di Bob Kelljan (1974)
- Dixie Dinamite & Patsy Tritolo (Dixie Dynamite), regia di Lee Frost (1976)
- Woman in the Rain, regia di Paul Hunt (1976)
- The Great Gundown, regia di Paul Hunt (1977)

#### Televisione
- Mayor of the Town – serie TV, un episodio (1954)
- The Lone Wolf – serie TV, un episodio (1954)
- Le avventure di Jet Jackson (Captain Midnight) – serie TV, episodio 1x06 (1954)
- Soldiers of Fortune – serie TV, un episodio (1955)
- Lux Video Theatre – serie TV, un episodio (1955)
- Penna di Falco, capo cheyenne (Brave Eagle) – serie TV, episodio 1x05 (1955)
- The Ford Television Theatre – serie TV, un episodio (1955)
- I segreti della metropoli (Big Town) – serie TV, un episodio (1955)
- Matinee Theatre – serie TV, un episodio (1955)
- Celebrity Playhouse – serie TV, episodio 1x12 (1955)
- Frida (My Friend Flicka) – serie TV, episodio 1x15 (1956)
- Medic – serie TV, un episodio (1956)
- Crusader – serie TV, episodio 1x27 (1956)
- December Bride – serie TV, un episodio (1956)
- Cheyenne – serie TV, un episodio (1956)
- Studio 57 – serie TV, un episodio (1956)
- Playhouse 90 – serie TV, un episodio (1956)
- Sheriff of Cochise – serie TV, un episodio (1956)
- Hey, Jeannie! – serie TV, un episodio (1957)
- The Silent Service – serie TV, un episodio (1957)
- The Pied Piper of Hamelin – film TV (1957)
- Casey Jones – serie TV, un episodio (1957)
- Papà ha ragione (Father Knows Best) – serie TV, un episodio (1958)
- The Court of Last Resort – serie TV, episodio 1x19 (1958)
- Il tenente Ballinger (M Squad) – serie TV, un episodio (1958)
- Wild Bill Hickok (Adventures of Wild Bill Hickok) – serie TV, un episodio (1958)
- Jane Wyman Presents the Fireside Theatre – serie TV, 2 episodi (1958)
- Tales of the Texas Rangers – serie TV, un episodio (1958)
- The Ann Sothern Show – serie TV, un episodio (1958)
- Schlitz Playhouse of Stars – serie TV, 2 episodi (1958-1959)
- General Electric Theater – serie TV, episodio 7x15 (1959)
- The Alphabet Conspiracy – film TV (1959)
- The Third Man – serie TV, un episodio (1959)
- Maverick – serie TV, episodio 2x25 (1959)
- L'uomo ombra (The Thin Man) – serie TV, episodi 1x20-2x12-2x27 (1958-1959)
- The Many Loves of Dobie Gillis – serie TV, 2 episodi (1959)
- The Adventures of Hiram Holliday – serie TV, 5 episodi (1956-1959)
- This Man Dawson – serie TV, episodio 1x23 (1960)
- Gli uomini della prateria (Rawhide) – serie TV, episodio 2x12 (1960)
- Startime – serie TV, un episodio (1960)
- June Allyson Show (The DuPont Show with June Allyson) – serie TV, episodio 1x26 (1960)
- Tightrope – serie TV, episodio 1x32 (1960)
- Mr. Lucky – serie TV, 2 episodi (1959-1960)
- Not for Hire – serie TV, 5 episodi (1959-1960)
- Peter Gunn – serie TV, episodi 1x19-2x23-2x35 (1959-1960)
- Bachelor Father – serie TV, un episodio (1960)
- Avventure lungo il fiume (Riverboat) – serie TV, un episodio (1960)
- Dan Raven – serie TV, un episodio (1960)
- Alfred Hitchcock presenta (Alfred Hitchcock Presents) – serie TV, un episodio (1960)
- Assignment: Underwater – serie TV, un episodio (1960)
- Lock-Up – serie TV, un episodio (1960)
- Tallahassee 7000 – serie TV, un episodio (1961)
- The Brothers Brannagan – serie TV, un episodio (1961)
- The Best of the Post – serie TV, episodio 1x14 (1961)
- The Tab Hunter Show – serie TV, 2 episodi (1961)
- Dennis the Menace – serie TV, un episodio (1961)
- Tales of Wells Fargo – serie TV, un episodio (1961)
- The Deputy – serie TV, un episodio (1961)
- The Lawless Years – serie TV, 8 episodi (1959-1961)
- Thriller – serie TV, episodio 2x04 (1961)
- Ben Casey – serie TV, episodio 1x06 (1961)
- 87ª squadra (87th Precinct) – serie TV, un episodio (1961)
- Pete and Gladys – serie TV, episodi 1x15-2x22 (1961-1962)
- I detectives (The Detectives) – serie TV, episodio 3x20 (1962)
- The New Breed – serie TV, episodio 1x23 (1962)
- The Rifleman – serie TV, un episodio (1962)
- Have Gun - Will Travel – serie TV, episodio 5x34 (1962)
- The Andy Griffith Show – serie TV, un episodio (1962)
- Scacco matto (Checkmate) – serie TV, episodio 2x31 (1962)
- Il dottor Kildare (Dr. Kildare) – serie TV, un episodio (1962)
- The Wide Country – serie TV, episodio 1x04 (1962)
- Mr. Smith Goes to Washington – serie TV, un episodio (1962)
- Make Room for Daddy – serie TV, 3 episodi (1955-1962)
- Sam Benedict – serie TV, un episodio (1962)
- The Gallant Men – serie TV, episodio 1x18 (1963)
- Boston Terrier – film TV (1963)
- Fred Astaire – serie TV, 2 episodi (1963)
- Gli intoccabili (The Untouchables) – serie TV, 2 episodi (1959-1963)
- Mister Ed, il mulo parlante (Mister Ed) – serie TV, un episodio (1963)
- Polvere di stelle (Bob Hope Presents the Chrysler Theatre) – serie TV, 2 episodi (1963-1964)
- Bonanza – serie TV, un episodio (1964)
- Ai confini della realtà (The Twilight Zone) – serie TV, 2 episodi (1961-1964)
- Summer Playhouse – serie TV, un episodio (1964)
- Perry Mason – serie TV, un episodio (1964)
- Wendy and Me – serie TV, un episodio (1964)
- The Bill Dana Show – serie TV, un episodio (1964)
- La legge di Burke (Burke's Law) – serie TV, episodio 2x10 (1964)
- La famiglia Addams (The Addams Family) – serie TV, un episodio (1964)
- Petticoat Junction – serie TV, un episodio (1964)
- The Dick Van Dyke Show – serie TV, un episodio (1965)
- Gomer Pyle: USMC – serie TV, un episodio (1965)
- The Bing Crosby Show – serie TV, un episodio (1965)
- Carovane verso il West (Wagon Train) – serie TV, 5 episodi (1963-1965)
- Gunsmoke – serie TV, 3 episodi (1956-1965)
- The Crisis (Kraft Suspense Theatre) – serie TV, un episodio (1965)
- Mamma a quattro ruote (My Mother the Car) – serie TV, un episodio (1965)
- Honey West – serie TV, episodio 1x07 (1965)
- La leggenda di Jesse James (The Legend of Jesse James) – serie TV, un episodio (1965)
- Per favore non mangiate le margherite (Please Don't Eat the Daisies) – serie TV, un episodio (1966)
- Laredo – serie TV, un episodio (1966)
- Un equipaggio tutto matto (McHale's Navy) – serie TV, 3 episodi (1964-1966)
- Morte di un commesso viaggiatore – film TV (1966)
- Death Valley Days – serie TV, un episodio (1966)
- Pistols 'n' Petticoats – serie TV, 2 episodi (1966)
- The Red Skelton Show – serie TV, 5 episodi (1959-1966)
- La pattuglia del deserto (The Rat Patrol) – serie TV, 2 episodi (1966)
- Il ladro (T.H.E. Cat) – serie TV, un episodio (1967)
- The Monroes – serie TV, un episodio (1967)
- Batman – serie TV, 2 episodi (1967)
- L'isola di Gilligan (Gilligan's Island) – serie TV, un episodio (1967)
- Star Trek - serie TV, episodio 2x15 (1967)
- Garrison Commando (Garrison's Gorillas) – serie TV, un episodio (1968)
- Lucy Show – serie TV, 3 episodi (1967-1968)
- Lost in Space – serie TV, un episodio (1968)
- The Outsider – serie TV, episodio 1x14 (1969)
- Tiger, Tiger – film TV (1969)
- Mod Squad, i ragazzi di Greer (The Mod Squad) – serie TV, un episodio (1969)
- Dragnet – serie TV, un episodio (1969)
- La signora e il fantasma (The Ghost & Mrs. Muir) – serie TV, un episodio (1970)
- Lancer – serie TV, episodio 2x18 (1970)
- Barefoot in the Park – serie TV, un episodio (1970)
- Love Hate Love – film TV (1971)
- Detective anni trenta (Banyon) – serie TV, un episodio (1971)
- O'Hara, U.S. Treasury – serie TV, un episodio (1971)
- Una storia allucinante (The Night Stalker) – film TV (1972)
- Love, American Style – serie TV, 2 episodi (1970-1972)
- Every Man Needs One – film TV (1972)
- The Norliss Tapes – film TV (1973)
- Thicker Than Water – serie TV, un episodio (1973)
- Star Trek – serie TV, un episodio (1973)
- Kolchak: The Night Stalker – serie TV, un episodio (1974)
- La strana coppia (The Odd Couple) – serie TV, 2 episodi (1973-1974)
- Squadra emergenza (Emergency!) – serie TV, un episodio (1974)
- Mannix – serie TV, 4 episodi (1973-1974)
- The Ghost Busters – serie TV, un episodio (1975)
- Ironside – serie TV, un episodio (1975)
- Adam-12 – serie TV, 2 episodi (1970-1975)
- Cop on the Beat – film TV (1975)
- Sulle strade della California (Police Story) – serie TV, 2 episodi (1974-1976)
- Medical Center – serie TV, un episodio (1976)
- Giorno per giorno (One Day at a Time) – serie TV, un episodio (1976)
- Delvecchio – serie TV, un episodio (1977)

### Sceneggiatore
- It's Always Jan – serie TV, un episodio (1956)
- Mister Ed, il mulo parlante (Mister Ed) – serie TV, 7 episodi (1961-1964)
- Bonanza – serie TV, un episodio (1966)
- Il ladro (T.H.E. Cat) – serie TV, un episodio (1966)
- Pistols 'n' Petticoats – serie TV, un episodio (1966)
- Iron Horse – serie TV, 2 episodi (1967)
- Mannix – serie TV, un episodio (1968)
- Star Trek – serie TV, un episodio (1969)
- Daniel Boone – serie TV, un episodio (1969)
- Love, American Style – serie TV, un episodio (1969)
- The Flying Nun – serie TV, 4 episodi (1969-1970)
- Reporter alla ribalta (The Name of the Game) – serie TV, un episodio (1971)
- Home Grown (1974)

## Doppiatori italiani
- Vinicio Sofia in Lassù qualcuno mi ama
- Ferruccio Amendola in Lo sperone insanguinato
- Luigi Pavese in Il mattatore di Hollywood
- Giampiero Albertini in Fermi tutti, cominciamo daccapo!